# Biotransformatie
Met biotransformatie wordt een aantal chemische reacties aangeduid die in het lichaam verlopen waardoor de structuur van lichaamsvreemde stoffen wordt veranderd. De producten die na biotransformatie ontstaan worden metabolieten genoemd. Doel van biotransformatie (ook wel afbraak of metabolisme genoemd) is:
- de stof onwerkzaam te maken en/of
- de stof geschikter te maken voor uitscheiding

In principe kan biotransformatie overal in het lichaam plaatsvinden, maar in de lever spelen zich de meeste reacties af. Er zijn twee reactievormen, genaamd Fase I en Fase II.

## Fase I
Deze Fase richt zich vooral op hoge lipofiele stoffen en slecht afbreekbare stoffen. Gewone lipofiele stoffen worden polair gemaakt om verder bewerkt te worden in fase II. 
In fase I of de functionalisatie-reactie wordt de structuur van een lichaamsvreemde stof zodanig gewijzigd dat de stof onwerkzaam wordt. In een aantal gevallen wordt een op zich zelf onwerkzaam stof - als het om een medicijn gaat vaak prodrug genoemd - juist wel werkzaam, of verandert de werking.
Een voorbeeld van het omzetten van relatief niet-reactieve verbindingen in veel reactievere is de epoxidatie van Benzo(a)pyreen.
Fase I katalyseert reacties als:

1. Oxidatie reacties: resulteert in het verlies aan elektronen. Vaak gedaan door het toevoegen van waterstof, of de toevoeging van zuurstof. Dit is de meest voorkomende reactie.
2. Hydrolyse reacties:  de meest voorkomende vorm van biotransformatie. Het hydrolyseren van de 'parent-compound' door het toevoegen van water of een hydroxy-groep.
3. Reductie reacties: resulteert meestal in de bio-activatie van het substraat.

Fase I enzymen verwijderen of voegen juist een functionele groep aan de stof toe. 
- Fase I reacties kunnen microsomaal of niet-microsomaal zijn
- De meeste xenobiotische (lichaamsvreemde stof) fase 1 reactie, wordt uitgevoerd door cytochrome P450
- Dit speelt een belangrijke rol in de metabolisme van giftige stoffen, maar ook voor chemicaliën in het lichaam

## Fase II
Fase II omvat conjugatie-reacties. Hierbij wordt de lichaamsvreemde stof, of de metabolieten na de fase I-reacties, gekoppeld aan een lichaamseigen stof. Daardoor wordt de nieuwe verbinding meer wateroplosbaar waardoor het beter door de nieren uitgescheiden kan worden. Dit gebeurt uitsluitend bij polaire stoffen. Hydrofobe apolaire stoffen worden eerst bewerkt door Fase I. 
Bij mensen met leverfalen (bepaalde ziekten, alcoholisten of ouderen) bestaat het risico van (relatieve) overdosering van een medicijn. Als een medicijn in een normale dosering wordt toegediend aan iemand met een verminderde afbraak door de lever, dan kan de concentratie van dat medicijn in het lichaam te hoog worden.